# Diócesis de Alaminos
La diócesis de Alaminos (en latín: Dioecesis Alaminensis, en inglés: Roman Catholic Diocese of Alaminos y en pangasinán: Diocesis ti Alaminos) es una circunscripción eclesiástica de la Iglesia católica en Filipinas. Se trata de una diócesis latina, sufragánea de la arquidiócesis de Lingayén-Dagupan. Su obispo ordinario es Napoleon Balili Sipalay, Jr. O.P. desde el 28 de enero de 2024.

## Territorio y organización

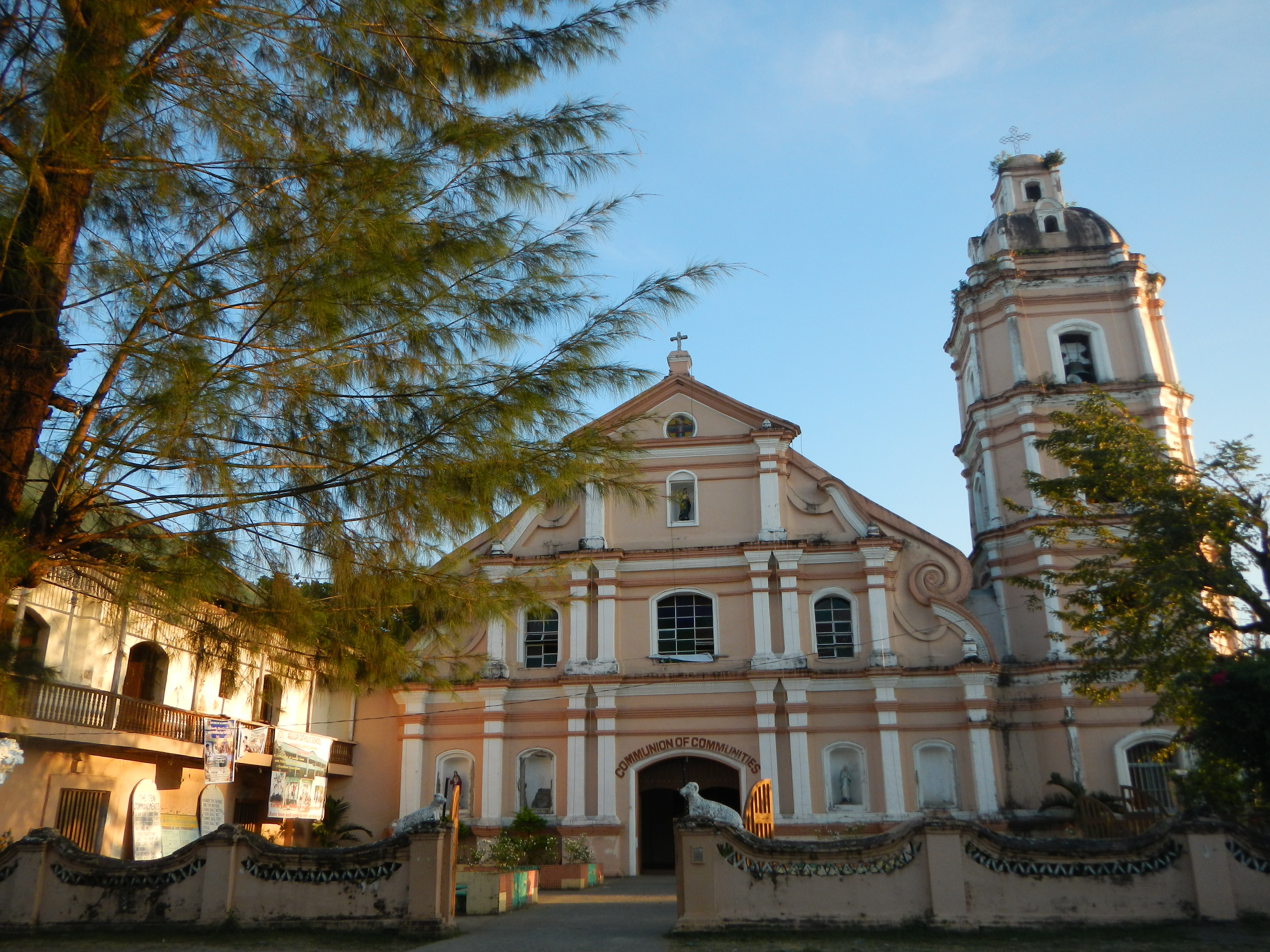
Iglesia de San José, Aguilar

La diócesis tiene 24 492 km² y extiende su jurisdicción sobre los fieles católicos de rito latino residentes en la región de Ilocos en 14 municipios de la parte occidental de la provincia de Pangasinán en la isla de Luzón. 
La sede de la diócesis se encuentra en la ciudad de Alaminos, en donde se halla la Catedral de San José Patriarca.

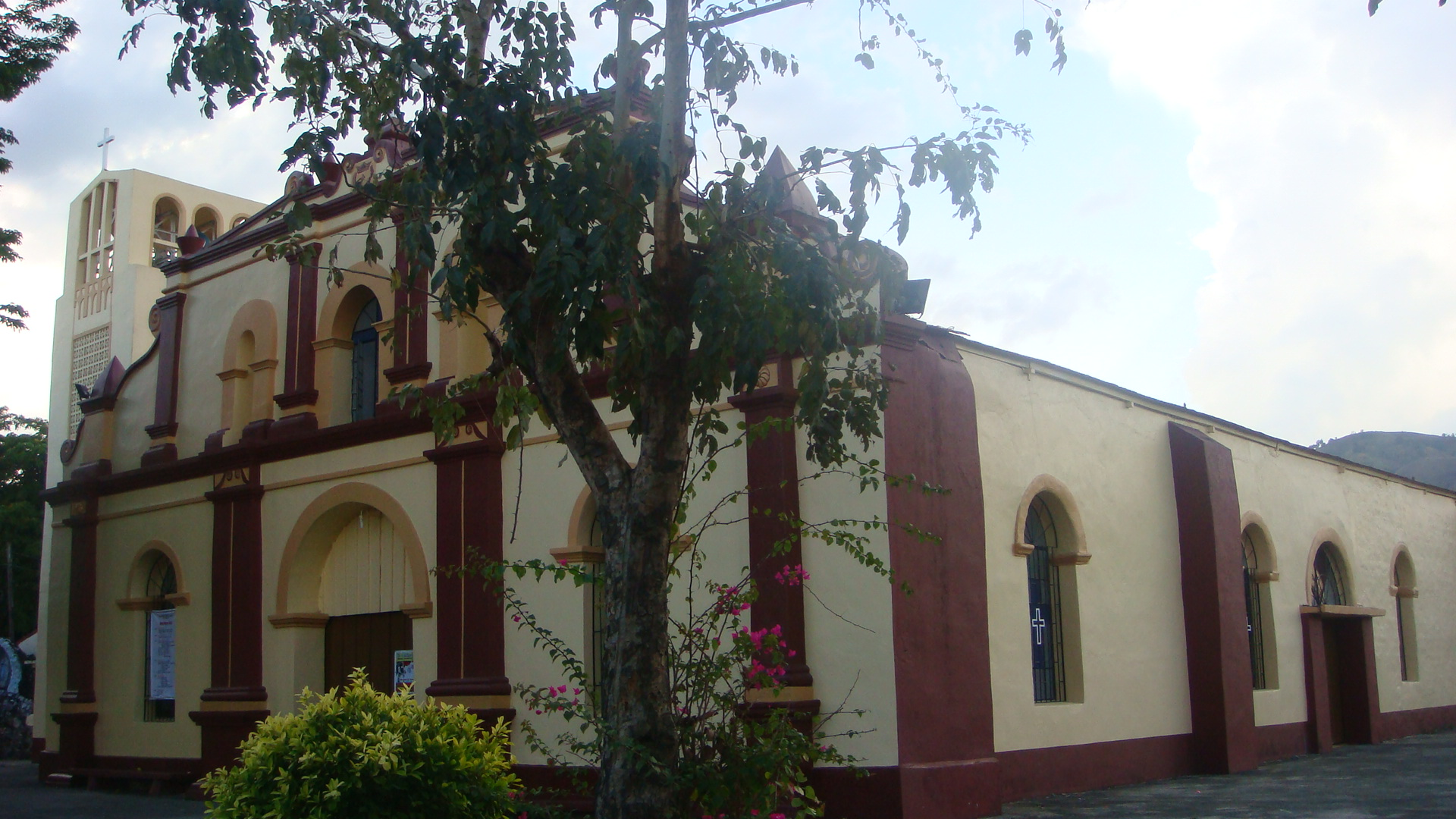
Iglesia de Sual

En 2020 en la diócesis existían 21 parroquias:
- San Raimundo de Peñafort en Mangatarem, data de 1835.
- Patriarca San José en Aguilar, data de 1810.
- San Andrés Apóstol en Bugallón, data de 1920.
- San Andrés Apóstol en Bugallón, data de 1920.
- Nuestra Señora de Lourdes en el barrio de Salasa de Bugallón, data de 1720.
- San Isidro Labrador en Labrador, data de 1767.
- Santo Niño en Mabini, data de 1610.
- San Pedro Apóstol en Burgos, data de 2006.
- San Vicente Ferrer en Dasol, data de 1800.
- Arcángel San Rafael en el barrio de Eguía de Dasol, data de 1888.
- San Juan Evangelista en Infanta, data de 1878. Sede de la Vicaría del Divino Salvador.
- Santiago el Mayor en Bolinao, data de 1610.
- Divino Salvador en la Isla de Santiago de Bolinao, data de 1973.
- Nuestra Señora del Pilar en el barrio Zaragoza de Bolinao, data de 1967.
- Inmaculada Concepción de la Santísima Virgen María en Bani, data de 1762.
- Santa Catalina de Alejandría en Agno, data de 1791.
- San Nicolás Tolentino en Anda, data de 1858.
- San Marcos Evangelista en el barrio Alos de Alaminos, data de 1967.
- San Pedro Mártir en Sual, data de 1835.

## Historia
La diócesis fue erigida el 12 de enero de 1985 con la bula De superna animarum del papa Juan Pablo II, obteniendo el territorio de la arquidiócesis de Lingayén-Dagupan.

## Estadísticas
Según el Anuario Pontificio 2021 la diócesis tenía a fines de 2020 un total de 562 749 fieles bautizados.
| Año                                                                             | Población            | Población | Población      | Sacerdotes | Sacerdotes    | Sacerdotes    | Bautizados por sacerdote | Diáconos permanentes | Religiosos | Religiosos | Parroquias |
| Año                                                                             | Bautizados católicos | Total     | % de católicos | Total      | Clero secular | Clero regular | Bautizados por sacerdote | Diáconos permanentes | Varones    | Mujeres    | Parroquias |
| ------------------------------------------------------------------------------- | -------------------- | --------- | -------------- | ---------- | ------------- | ------------- | ------------------------ | -------------------- | ---------- | ---------- | ---------- |
| 1990                                                                            | 332 088              | 390 692   | 85.0           | 15         | 10            | 5             | 22 139                   | 1                    | 5          | 12         | 19         |
| 2000                                                                            | 396 463              | 460 000   | 86.2           | 24         | 19            | 5             | 16 519                   |                      | 5          | 65         | 19         |
| 2001                                                                            | 413 725              | 517 157   | 80.0           | 27         | 20            | 7             | 15 323                   |                      | 7          | 60         | 19         |
| 2002                                                                            | 434 411              | 543 014   | 80.0           | 30         | 21            | 9             | 14 480                   |                      | 9          | 59         | 19         |
| 2003                                                                            | 444 573              | 561 864   | 79.1           | 40         | 27            | 13            | 11 114                   |                      | 13         | 66         | 19         |
| 2004                                                                            | 445 573              | 562 364   | 79.2           | 37         | 25            | 12            | 12 042                   |                      | 12         | 70         | 19         |
| 2006                                                                            | 488 725              | 595 157   | 82.1           | 33         | 25            | 8             | 14 809                   |                      | 16         | 66         | 19         |
| 2012                                                                            | 545 000              | 660 000   | 82.6           | 40         | 37            | 3             | 13 625                   |                      | 17         | 78         | 20         |
| 2015                                                                            | 574 000              | 696 000   | 82.5           | 51         | 45            | 6             | 11 254                   |                      | 7          | 98         | 20         |
| 2018                                                                            | 603 150              | 731 190   | 82.5           | 44         | 37            | 7             | 13 707                   |                      | 7          | 77         | 21         |
| 2020                                                                            | 562 749              | 688 603   | 81.7           | 43         | 36            | 7             | 13 087                   |                      | 7          | 81         | 21         |
| Fuente: Catholic-Hierarchy, que a su vez toma los datos del Anuario Pontificio. |                      |           |                |            |               |               |                          |                      |            |            |            |

## Episcopologio
- Jesus Aputen Cabrera (22 de abril de 1985-2 de julio de 2007 renunció)
- Mario Mendoza Peralta (2 de julio de 2007 por sucesión-30 de diciembre de 2013 nombrado arzobispo de Nueva Segovia)
  - Sede vacante (2013-2016)
- Ricardo Lingan Baccay (20 de febrero de 2016-18 de octubre de 2019 nombrado arzobispo de Tuguegarao)
  - Sede vacante (2019-2024)
- Napoleon Balili Sipalay, Jr. O.P. desde el 28 de enero de 2024